# Estinnes-au-Val
Estinnes-au-Val är en ort i Belgien.   Den ligger i provinsen Hainaut och regionen Vallonien, i den centrala delen av landet, 50 km söder om huvudstaden Bryssel. Estinnes-au-Val ligger 60 meter över havet och antalet invånare är 7 573.
Terrängen runt Estinnes-au-Val är huvudsakligen platt. Estinnes-au-Val ligger nere i en dal. Runt Estinnes-au-Val är det ganska tätbefolkat, med 111 invånare per kvadratkilometer.. Närmaste större samhälle är Binche, 4,2 km öster om Estinnes-au-Val. 
Trakten runt Estinnes-au-Val består till största delen av jordbruksmark.